# John Lawrence Island
John Lawrence Island – jedna z wysp wchodzących w skład Archipelagu Ritchie w Andamanach, jej nazwa  pochodzi od nazwiska Johna Lawrence'a młodszego brata sir Henry'ego Lawrence'a.
Wyspa zajmuje obszar około 42 km² i jest częścią morskiego parku narodowego Rani Jhansi Marine National Park.
Na wyspę można się dostać łodziami z Port Blair.

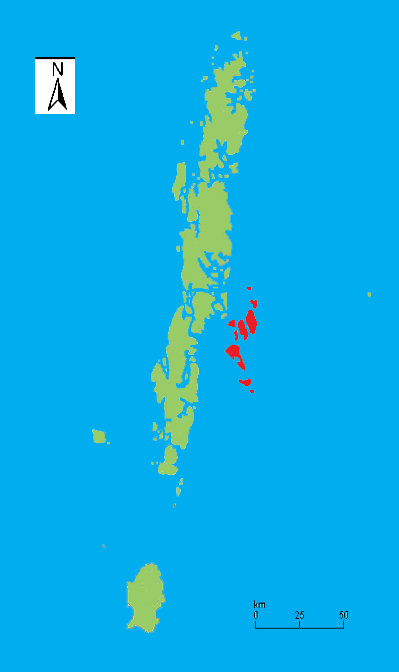
Mapa Andamanów z Archipelagiem Ritchie (w kolorze czerwonym).